# Michail Kutuzov
Michail Illarionovitj Golenisjtjev-Kutuzov (ryska: Михаил Илларионович Голенищев-Кутузов), född den 16/5 september 1745 i Sankt Petersburg, död 28/16 april 1813 (n.s./g.s.) i Bunzlau, var en rysk furste av Smolensk 1812 och militär, främst känd från slaget vid Austerlitz 1805 och slaget vid Borodino 1812. 

## Tidig karriär
Michail Kutuzov var son till den pensionerade generalen i ingenjörtrupperna Illarion Matvejevitj Kutuzov. Som alla söner i adliga familjer skrevs han in vid ett regemente vid mycket unga år men hans tjänstgöring började vid 19 års ålder som fänrik (praporsjik). Hans första erfarenheter i strid gjordes i kriget mot Polen 1764-69. Inför Katarina II:s första krig mot Osmanska riket (1770-74) överfördes han 1770 till Rumjantsev-armén och deltog i striderna i Moldavien och Valakiet under befäl av generalen Bour. Särskilt utmärkte han sig i slaget vid Schumla. Efter denna period befordrades han till överkvartermästare. 
Han lär ha blivit förtalad och förflyttades till Krimarmén. Denna händelse anses ha påverkat hans personlighet till reservation och misstänksamhet. I slaget vid Alusjta sårades han i huvudet och under konvalescenstiden fick han tillfälle att resa runt i Central- och Västeuropa och träffa flera betydande personer, både militärer och vetenskapsmän.
1784 blev han generalmajor och utnämndes 1787 till generalguvernör över Krim. Under tiden i Krim arbetade han nära den välkände ryske generalen Aleksandr Suvorov av vilken även han lärde sig mycket av krigskonsten som han själv senare tillämpade. I Katarina II:s andra krig mot turkarna 1787-92 visade han ofta sin skicklighet. I en av de många småstriderna vid ryska belägringen av Otjakov 1788 träffades han åter av en kula i huvudet (nära det gamla såret) och förlorade synen på högra ögat. Samma år blev han utnämnd till generalmajor. Han deltog senare i slagen vid Odessa och Benda. Efter erövringen av Ismail 1790 (under Aleksandr Suvorov, nuvarande Ізмаїл i Ukraina) blev han kommendant över den staden. 1791 utmärkte han sig i slagen vid Rimnik och Matchin och befordrades till generallöjtnant.

## 1793–1805
1793 blev han rysk ambassadör i Konstantinopel och visade sig vara en mycket duglig diplomat under det enda år han hade ämbetet. Redan året efter förordnades han som chef för kadettutbildningen och som generalguvernör i Sankt Petersburg. 1802 drog han sig tillbaka till sin hemort Gorosjkij i guvernementet Volin.

## Slaget vid Austerlitz
I koalitionen mot Napoleon var Kutuzov överbefälhavare för de kombinerade rysk-österrikiska styrkorna. Den 23 november 1805 segrade han i Dürrenstein. I slaget vid Austerlitz (i nuvarande Tjeckien) den 2 december 1805 tog i praktiken tsar Alexander I själv befälet (vid seger kunde han ta äran men skylla ev. förlust på Kutuzov). Kutuzov hörde till dem som ville avvakta ankomsten av förstärkningar, påfyllning av förråd m.m. men han röstades ned av österrikarna. I fältslaget sårades Kutuzov.

## Rysk-turkiska kriget 1806-12
Från 1808 var Kutuzov åter i Moldavien och ryska styrkor stödde det serbiska upproret mot Turkiet. När stormningen av fästningen i Brailov misslyckades blev förhållandet mellan Kutuzov och hans chef, generalfältmarskalken A.A. Prosorovskij, ohållbart och Kutuzov förordnades som militärguvernör i Vilnius i Litauen den 25 juni 1809. Bara två veckor senare dog Prosorovskij och Pjotr Bagration blev chef för den ryska armén i Moldavien. Efter några misslyckade kampanjer ersattes Bagration av Nikolaj Kamenskij (som nyss utmärkt sig under det för Ryssland framgångsrika Finska kriget), men denne drabbades snart därefter av sjukdom och Kutuzov fick hans plats från 11 april 1809. I striderna vid fästningen Rusjtjuk visade han åter prov på stor taktisk skicklighet och inringade storvesirens trupper som därför under vintern led svåra förluster på grund av svält och sjukdomar och slutligen fick ge upp utan något avgörande fältslag. Efter freden med Osmanska riket lämnade Kutuzov över befälet i Moldavien och begav sig åter hem till Goroskij.

## 1812
1812 marscherade Napoleon in i Ryssland. Krigsministern Michail Barclay de Tolly tillämpade den "brända jordens taktik", det vill säga han låter trupperna retirera och förstöra områden de lämnar för att inte ge fienden någon fördel. Taktiken var inte populär bland generalerna och den 29 augusti fick Kutuzov ersätta Pjotr Bagration som överbefälhavare för ryska armén. Tio dagar senare, den 7 september, stod det blodiga slaget vid Borodino där nära 250 000 soldater deltog. Slaget slutade utan avgörande men med förlust av halva ryska styrkorna och 1/4 av de franska. 

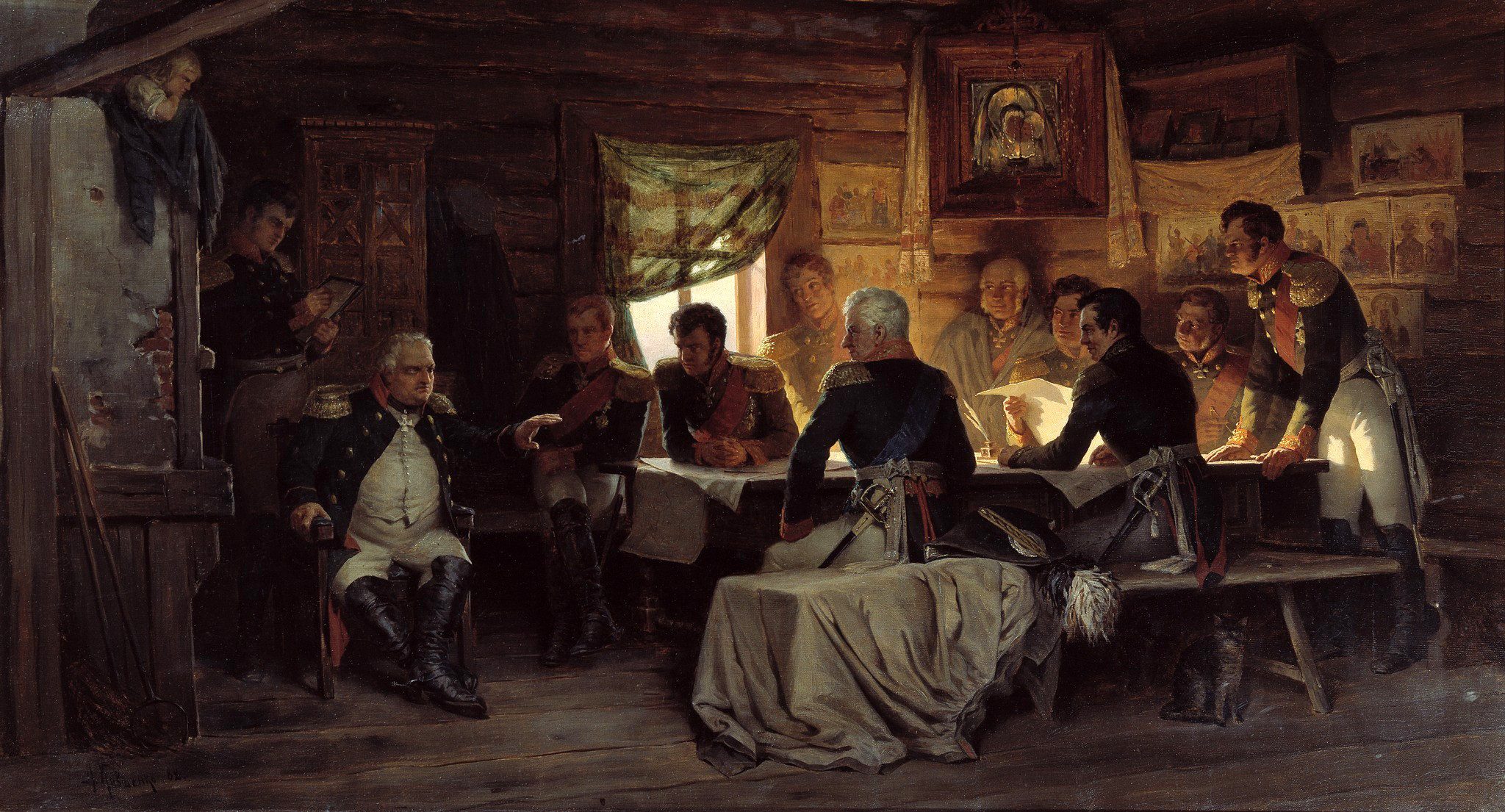
Kutuzov vid rådslaget i Fili den 13 september 1812. Målning av Aleksej Kivsjenko, 1880.

Några dagar senare samlade Kutuzov alla sina generaler till krigsråd i bonden A.S. Frolovs hem i byn Fili strax väster om Moskva (idag en skogig park i västra Moskva). Beslutet blev att retirera för att invänta förstärkningar. Han gav därmed upp Moskva och Napoleon kunde tåga in i staden. Något senare attackerade Kutuzov med en förstärkt arme och besegrade slutligen Napoleon i slaget vid Berezina. Därefter kom Kutuzov i konflikt med tsar Alexander I angående nästa steg. Alexander ville fortsätta kriget mot Napoleon och erövra Europa medan Kutuzov ansåg att eftersom Ryssland nu åter var fritt kunde kriget avslutas för Rysslands del. Efter segern i slaget vid Smolensk i november 1812 förlänades han titeln furste av Smolensk (Светлейший князь Смоленский).
I början av 1813 blev Kutuzov allvarligt sjuk och kort före hans död lär tsar Alexander ha besökt honom och bett om ursäkt för sin hårda attityd. Kutuzov ska ha svarat "Visst förlåter jag Ers majestät - men kommer Ryssland att göra detsamma?". Den 10 maj 1813 dog Michail Kutuzov i staden Bunzlau. Han hedrades med att kistan bars in i Sankt Petersburg och begravdes i Kazankatedralen.
Kutuzov hade inga manliga arvingar och hans gods övergick i familjen Tolstojs ägo.

## Minnesmärken

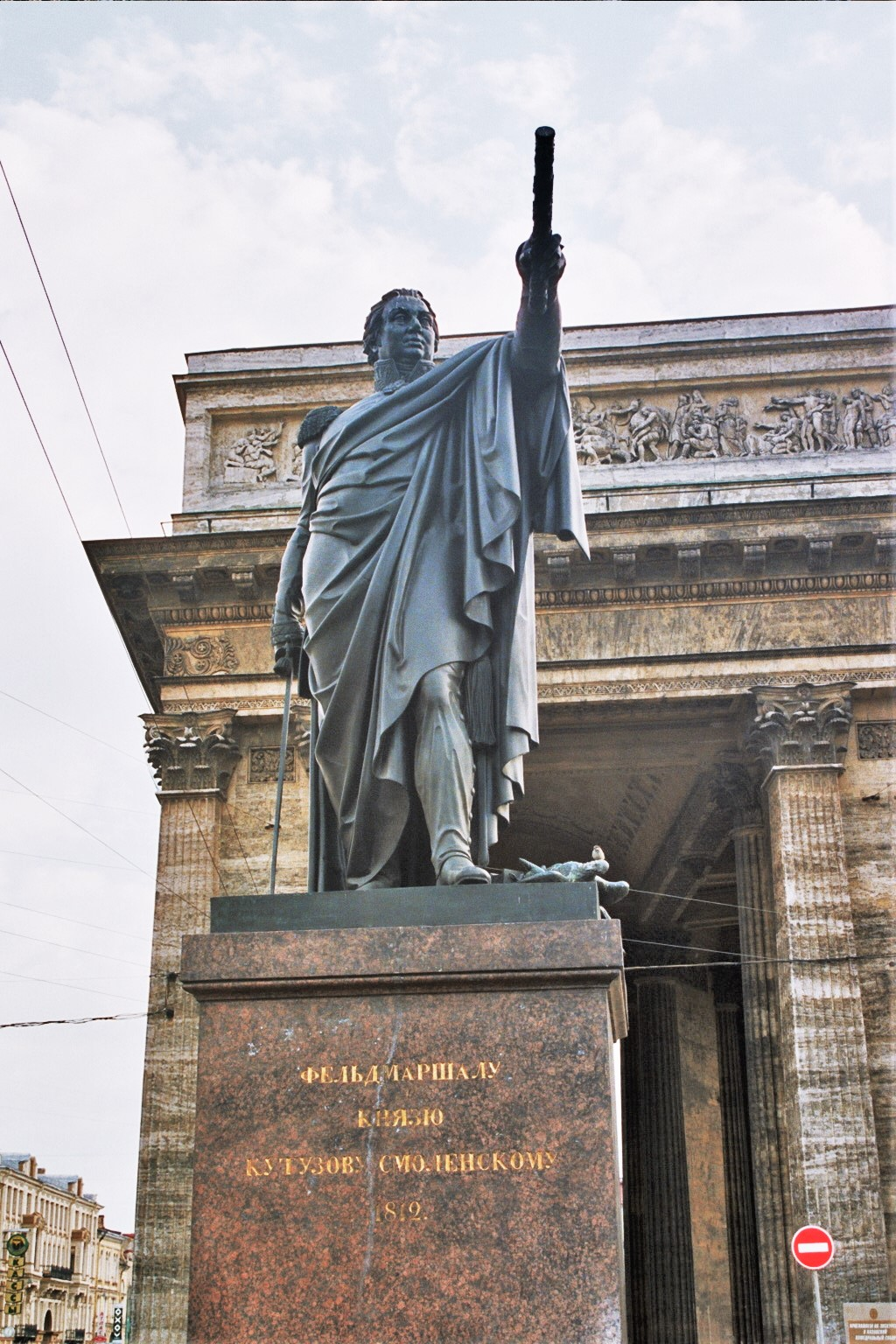
Kutuzov-monumentet (av Boris Orlovskij) i Sankt Petersburg (uppfört 1837).

Kutusov är en av Rysslands största militära hjältar i äldre tid, kanske närmast efter hans lärare Suvorov, och ett antal minnesmärken finns över honom. Han har hyllats av Alexander Pusjkin och finns som en av figurerna i Lev Tolstojs Krig och Fred. Under andra världskriget instiftas Kutuzov-medaljen som fortfarande delas ut i Ryssland som en av dess högsta militära utmärkelser.

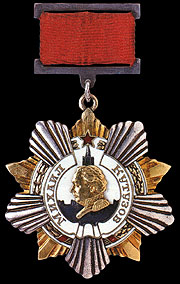
Kutuzov-medaljen

Asteroiden 2492 Kutuzov är uppkallad efter honom.